# Air Nostrum
Compagnie méditerranée

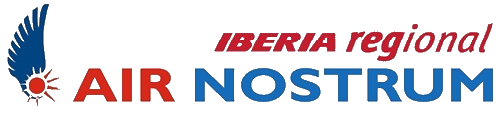
Ancien logo de la compagnie

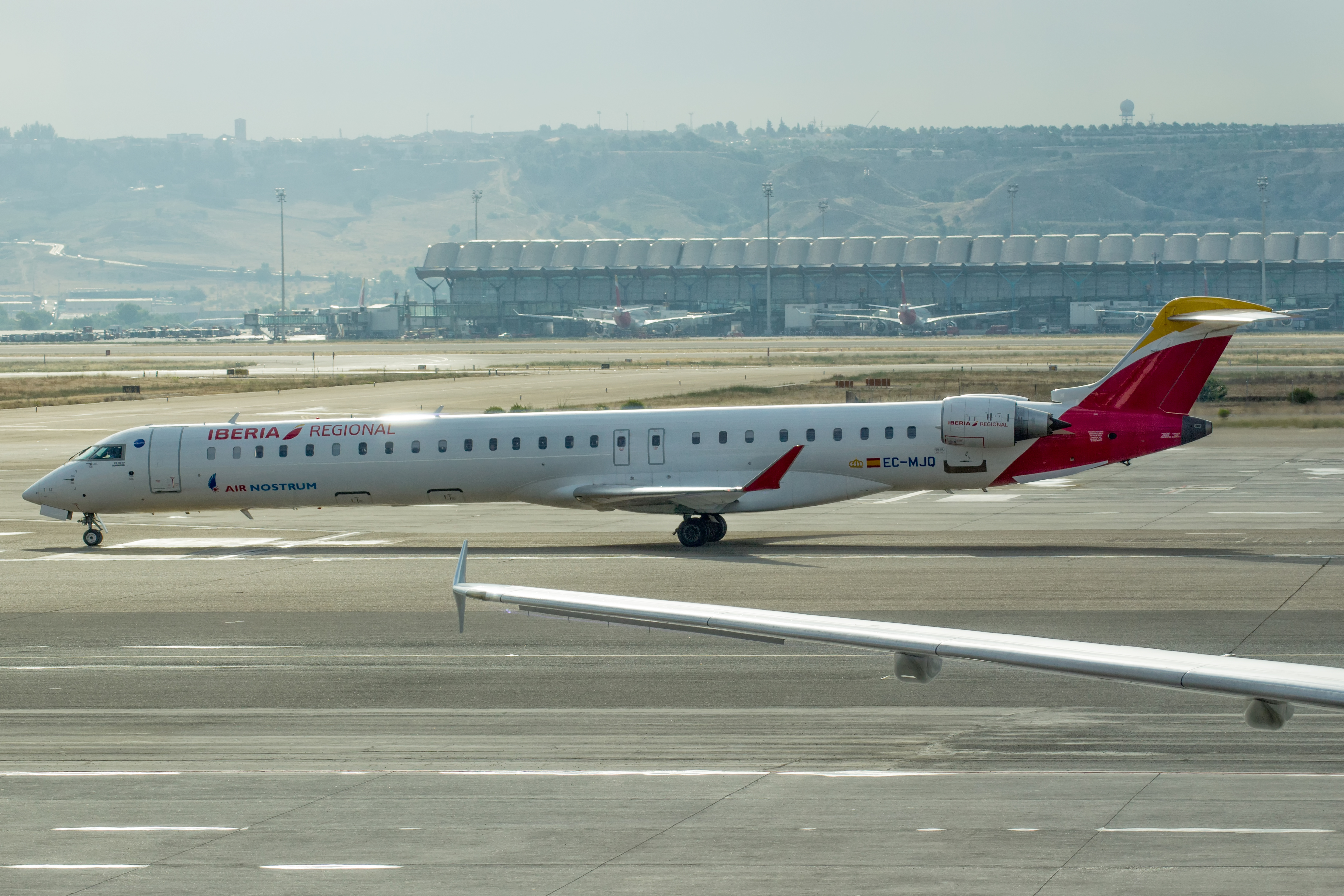
EC-MJQ CRJ1000 Air Nostrum

Iberia Regional Air Nostrum, Líneas Aéreas del Mediterráneo (code AITA : YW ; code OACI : ANE), est une compagnie aérienne espagnole fondée en 1994 qui opère sur 53 aéroports européens et qui est basée à l'aéroport de Valence. La compagnie est le leader de l'aviation régionale en Espagne avec 43 avions et environ 350 vols par jour, qu'elle opère en tant que franchise d'Iberia pour Iberia Regional.

## Flotte
En décembre 2020, la flotte d'Air Nostrum comprend les appareils suivants :
La compagnie a signé un accord de franchise avec Iberia en mai 1997 et depuis ses vols sont opérés sous la marque Iberia Regional, operado por Air Nostrum. En juillet 2022, Air Nostrum commande une flotte de dix Airlander pour un futur marché à la fois de fret et touristique.

### Flotte historique

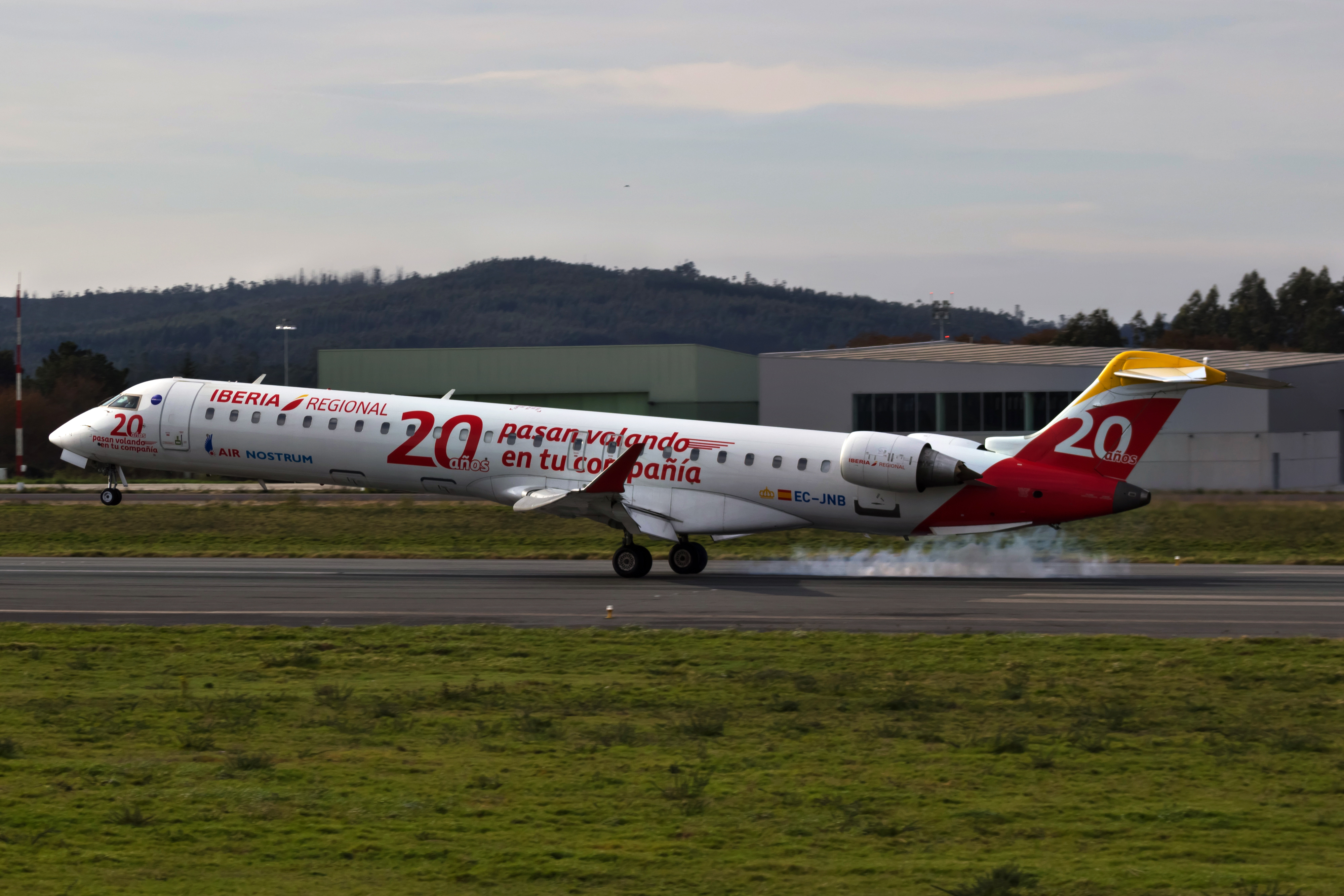
Un CRJ900 célébrant les 20ans de la compagnie

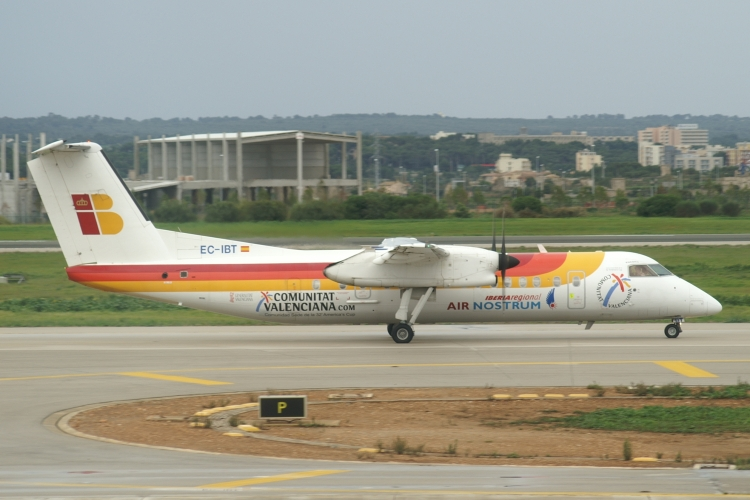
Air Nostrum Dash 8 q300

- ATR-72-500
- Bombardier Dash-8-Q300
- British Aerospace 146-200
- British Aerospace 146-300
- Fokker F50

## Destinations

### Espagne
- Alicante
- Almería
- Asturies
- Badajoz
- Barcelone
- Bilbao
- Grande Canarie
- Grenade
- Ibiza
- Jerez de la Frontera
- La Rioja
- La Seu d'Urgell
- León
- Lérida
- Madrid
- Malaga
- Majorque
- Pampelune
- Saint-Sébastien
- Santander
- Saint-Jacques-de-Compostelle
- Séville
- Tenerife
- Valence
- Vigo

### Reste de l'Europe et Afrique du Nord
- Biarritz, Bordeaux, Lyon, Marseille, Nantes, Nice, Brest, Strasbourg, Toulouse,Châlons-Vatry, Pau
- Bologne, Rome, Turin
- Faro, Lisbonne, Porto
- Francfort-sur-le-Main
- Londres
- Tanger
- Oran